# 戦争保険
戦争保険（せんそうほけん、英: war risks insurance）とは戦争危険に対する保険である。
日本では、古くは太平洋戦争中の戦争保険臨時措置法や戦争死亡傷害保険法などが知られているが、現代では船舶戦争保険および貨物戦争保険を指すのが一般的で、戦争その他の変乱、魚雷、機雷、その他の爆発物との接触による損害、爆発、捕獲、拿捕、抑留等によって生じた損害を補填する保険を指す。
一般的な保険では戦争による損害は免責事項になっており、通常の保険証券とは別の証券で引受けられる。
戦争保険でも国際条約で禁止されている生物兵器や化学兵器による損害や核兵器による損害は免責事項とされている。
アメリカでは2002年にテロ・リスク保険法（Terrorism Risk Insurance Act of 2002）が施行され、戦争保険とテロ保険が別になっている場合と同一に含まれている場合がある。ソマリア海賊による被害は戦争保険ではなくテロ保険が適用されることが通例である。